# Вільхівецьке лісництво
Вільхіве́цьке лісництво — структурний підрозділ Звенигородського лісового господарства Черкаського обласного управління лісового та мисливського господарства.
Офіс знаходиться в селі Вільховець Звенигородського району Черкаської області.

## Лісовий фонд
Лісництво охоплює ліси на південному заході Звенигородського та на сході Тальнівського районів. Загальна площа лісництва — 4101 га.
Сюди входять:
- урочище Спорне, урочище Діброва, урочище Клиновець, урочище Лемішівка (Лимишівка), урочище Привороття, урочище Опришківка, урочище Липняки.

## Об'єкти природно-заповідного фонду
У віданні лісництва знаходиться:
- Приворотський гідрологічний заказник
- Богданів дуб, Ольжині дуби, Чижів дуб — ботанічна пам'ятка природи місцевого значення